# Podocarpus laminaris
Podocarpus laminaris — вид хвойних дерев родини Podocarpaceae. Батьківщиною цього виду є Папуа Нова Гвінея.